# 美國標準黃卡
美國標準黃卡（英文：Standard American Yellow Card），是一種橋牌的叫牌制度。這種制度多在北美洲，特別是美國使用。此外，而它也適用於初學者，因為它比較其他制度如精準制等容易掌握。

## 一般開叫
美國標準黃卡使用五張高花開叫，有5張 ♥ 或 ♠ 時才分別開叫 1♥ 、 1♠ ，否則開叫 1♣ 或 1♦ 。其他原則為叫自己最長的一門。
叫牌大致如下：
開叫1階花色（即 1♣ 、 1♦ 、 1♥、 1♠ ），一般有12-21點，牌力不足時就應不叫。 
開叫 1NT ：15-17點，平均牌型（4333、4432或5332牌型），通常不允許有5張高花。
開叫 2NT ：20-21點，平均牌型，可以有不強的5張套。
有12點或以上，但沒有5張高花，又不能開叫無王時，就只能開叫 1♣ 或 1♦ ，大前提是叫張數較多的一門，例如有3張 ♣ 和2張 ♦ 時，叫 1♣ 。若兩門的張數一樣，每門3張時開叫 1♣ ；每門4張時開叫 1♦ ，但也有牌手約定開叫較強的一門。
開叫 1♥ 、 1♠ 時，所叫花色一定不少於5張，如開叫 1♠ 就保證有至少5張 ♠ 。
當有5-5或6-6兩門時，例如你有：♠ J8762 ♥ AKQ98 時，叫較高級的一門，在這例中即 ♠ ，雖然 ♥ 套較強，但你依然應該開叫 1♠ 。
所有 2線或以上未提及的開叫都是阻擊性開叫。

## 一階應叫
所有應叫的原則：找出最合適的叫品，若王牌配合，雙張加1點，單張加3點，缺門加5點
同伴叫出一線花色後，0-5點應該Pass。
同伴若叫1NT，則0-7大牌點應Pass，有8大牌點可用斯台曼特約。8-9大牌點，平均牌型可叫2NT，13-15大牌點，平均牌型可叫3NT，但要注意叫2NT或3NT，牌中不應有4張高花(即 ♥ 或 ♠ )。

## 其他應叫
同伴叫2NT後，0-3大牌點應Pass，有4大牌點可以用斯台曼特約。4-10大牌點可叫3NT，11-12大牌點叫4NT，表示邀請6NT小滿貫。
對弱二開叫，2NT應叫是問單缺，開叫者若在其他門有單缺的話，則應叫那一門，否則要叫3NT或自己弱叫的花色。至於加叫，則是邀請成局。
對於三階阻擊性開叫，可根據手中防守贏張數加叫 (開叫人通常根據二三法則開叫) 。

## 特約(Conventions)
特約是指一些特別的叫品，其意義和所叫的花色通常沒有關係，但這叫品是在表達一些特別的訊息。

### 斯台曼(Stayman)
當同伴開叫1NT或2NT後，答叫2♣（3♣）是一個特約，表示問對方的高花。開叫NT者回答如下：2♦（3♦）表示沒有4張高花;  2♥（3♥）表示有4張 ♥，可能還有4張 ♠；2♠（3♠）則表示有4張 ♠，而且一定沒有4張 ♥。
使用Stayman答叫的人必須要有8大牌點（1NT開叫），或4大牌點（2NT開叫）。因為答叫人若是連這一點點力量都沒有還要能成局，則勢必需要有一門六張或甚至更長的牌組，那大可以直接叫出那門牌組來詢問莊家是否能配合，反之若沒有堅強牌組也沒有對應點力的話，成局是很困難的，不如直接停在原本開叫的合約。

### 2♣強開叫
當開叫人開叫 2♣ 時，表示他有至少8.5個贏張或22大牌點。一般而言，同伴若有牌組可以用自然制的方式答叫，但特別要注意的是無論是怎樣的弱牌（一般为8点以下，且沒有五張牌組），至少也必須叫2♦，不能Pass，而開叫人則會在下一輪表示他的牌情。
也有另外一種非自然制的答叫方式，而開叫方同樣是以自然制的方式在下一輪報出他的牌情。
| 叫品 | 表示牌情                       |
| 2♦   | 0~3大牌點                      |
| 2♥   | 4~6大牌點，應該能成局          |
| 2♠   | 7~9大牌點，尋找滿貫可能        |
| 2NT  | 10以上大牌點，幾乎可以確定滿貫 |

### 黑木問叫（Blackwood）
是一種嘗試滿貫的問叫，當雙方同意王牌之後，4NT的叫品是指問A，答叫如下: 
| 叫品 | 表示牌情 |
| 5♣   | 0或4張 A |
| 5♦   | 1張 A    |
| 5♥   | 2張 A    |
| 5♠   | 3張 A    |

此外，答A者也可以在問完A之後叫5NT，訊問對方K的數量，答叫方法和上述的差不多，只是數字由五線到六線。例子：
| 開叫者 | 東   | 答叫者 | 西   |
| 1♠     | Pass | 4♠     | Pass |
| 4NT    | Pass | 5♦     | Pass |
| 5NT    | Pass | 6♠     | Pass |
| 7♠     | Pass | Pass   | Pass |

以上例子，答叫者有1張A，三張K，而7♠是最後的合約。
而無王合約中，一般會以4♣/5♣當作問A/K張數的信號，而面對這種問A的方式也是以類似於黑木的方式答叫：往上一階代表0或4張，往上兩階代表1張...等等，而在無王合約中的4NT則大多是邀請對方是否要直上6NT的意思。這種以4♣的方式問A的特約稱為格柏特約（Gerber convention），得名於美國一位橋牌選手John Gerber，因為這個特約是由他推廣使用而普及的，雖然最早的發明人不是他。

#### 羅馬黑木（Roman Blackwood）
是基本黑木的變化之一。因為一般來說到了這個階段，兩個人不至於需要占用這麼多叫牌空間才能確認雙方總共A的數目，可以把一些叫品留作傳達特別的訊息。
| 叫品 | 表示牌情 |
| 5♣   | 0或3張A  |
| 5♦   | 1或4張A  |
| 5♥   | 2張A     |

5♠和5NT一般都被認為是兩張A。5♠通常是表示手上有一些額外的力量，可以是比預期更長的王牌、旁門缺門或者是一串堅固的旁門大牌等等；而5NT通常是表示這兩張A的分布，比方說同樣是高花、相同顏色等等。可由雙方自行約定這兩個叫品代表的意思。
在羅馬黑木中，在聽到回答後，叫出下一個不是已確認王牌的花色則是繼續問K（不一定是5NT），回答方式和問A時大致類似：往上一階代表0或3張、兩階代表1或4張、三階則是2張。

#### 羅馬關鍵張黑木（Roman Key Cards Blackwood）
同樣是基本黑木的變化之一，一樣是用4NT詢問，但是詢問的是五張關鍵張：四張A和王牌K。答叫的意義如下:
| 叫品 | 表示牌情                                                                |
| 5♣   | 0或3張關鍵張                                                            |
| 5♦   | 1或4張關鍵張                                                            |
| 5♥   | 2或5張關鍵張                                                            |
| 5♠   | 2或5張關鍵張，有王牌Q（或者是表達同時有王牌AK且兩手合計有至少10張王牌） |

由於相差三張關鍵張是很容易判斷的：既然已喊到4NT，雙方總牌力應該很大。假設叫出4NT的人手上有三張關鍵張，而隊友回答5♥，則隊友有剩下兩張且並無王牌Q；若自己手上一張關鍵張都沒有，而隊友同樣回答了5♥，應該可以推斷隊友手上握有全部五張關鍵張。
若聽到5♣或5♦回答，叫出高一階而且不是已確認王牌的花色則是問王牌Q、高兩階則是問K（不一定是5NT），而回答的方式是從0張K開始，往上幾階便代表幾張K，最多三張；若是5♥或5♠，由於不用確認王牌Q，往上一階且不是王牌的花色就直接是問K的意思。
不管是在哪種黑木系統裡，如果問了K，都有可能造成合約無法停在小滿貫，所以一般來說要在非常確定四門都有第一輪控制（A或者缺門）的情況才能繼續問K。